# Camarophyllus
Camarophyllus (kopułek) – rodzaj grzyba z rodziny wodnichowatych (Hygrophoraceae). Według aktualnych ujęć taksonomicznych jest to synonim rodzaju wilgotnica (Hygrocybe) i wszystkie dawniej wyróżniane gatunki kopułka zostały przeniesione do rodzaju wilgotnica

## Cechy charakterystyczne
Przypuszczalnie grzyby tworzące mykoryzy z trawami. Kapelusze suche. Trzony suche, stosnkowo cienkie. Blaszki grubawe, szeroko rozstawione, zbiegające na trzon. Wysyp zarodników: Biały, nieamyloidalny. Zarodniki eliptyczne, gładkie, bez pory rostkowej. Trama blaszek nieregularna (strzępki są ze sobą nawzajem poprzeplatane)